# 127660 Mauroianeselli
127660 Mauroianeselli este o planetă minoră (asteroid) din centura de asteroizi. A fost descoperită pe 26 februarie 2003 la  de . 
Obiectul prezintă o orbită caracterizată de o semiaxă mare de 2,385328653497 UAi, o excentricitate de 0,17269103731598, o înclinație de 0,68415150892399 ° în raport cu ecliptica.